# Cuello

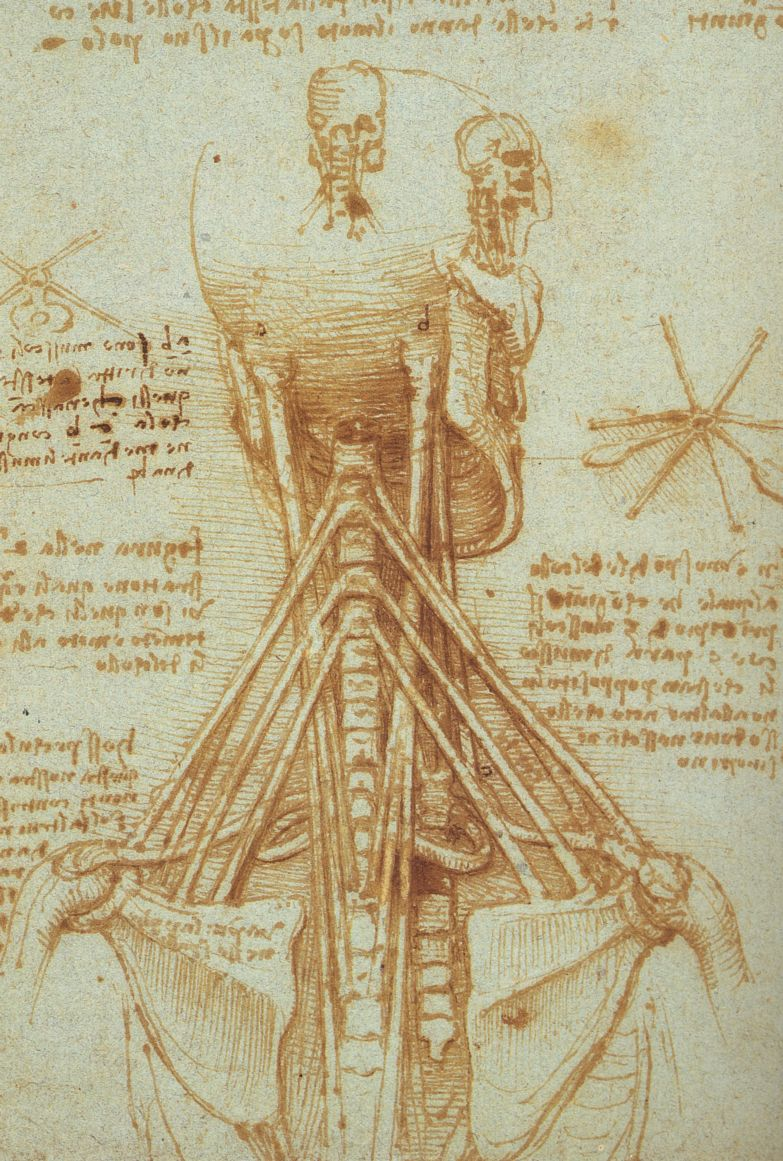
Dibujo de la anatomía del cuello humano. Por Leonardo Da Vinci (c. 1515).

El cuello (del latín Collum) es el área de transición entre el cráneo —por arriba—, el tronco y las extremidades superiores —por debajo—. Funciona como un conducto para las estructuras que circulan entre ellos, además de contener estructuras especializadas tales como la laringe, la tráquea, el esófago y las glándula tiroides y paratiroides. Para facilitar la flexibilidad y potenciar la eficacia de los órganos sensoriales que se encuentran en la cabeza, el cuello presenta una estructura relativamente delgada.
Las estructuras contenidas en el cuello (tanto en el hombre como en el animal) son vulnerables a heridas de diversa índole, ya que el cuello no les ofrece protección ósea —con excepción de la médula espinal, la que está contenida dentro del canal cervical—. La irrigación sanguínea está dada principalmente por las arterias carótidas, y el drenaje venoso por las venas yugulares —externa, interna y anterior—.
Algunas lesiones en el cuello son subsanadas con el uso de un collarín.
También se le conoce como pescuezo como término genérico y especialmente haciendo referencia a dicha sección anatómica en animales.